# Melanotaenia
Melanotaenia ist die artenreichste Gattung der in Australien, auf Neuguinea und einigen benachbarten kleineren Inseln vorkommenden Regenbogenfische (Melanotaeniidae). Ihr gehören etwa zwei Drittel aller Regenbogenfischarten an. Der Gattungsname bezieht sich auf einen schwarzen Längsstreifen an den Körperseiten der Typusart, des Schwarzband-Regenbogenfischs (Melanotaenia nigrans). „Melanos“ (μελανός) bedeutet schwarz im griechischen, „taenia“ kommt aus dem lateinischen und bedeutet Streifen.

## Merkmale
Melanotaenia-Arten werden 5,5 bis 13 cm lang und besitzen einen seitlich stark abgeflachten Körper. Die Gattung ist nicht monophyletisch und extrem variabel. Die Typusart Melanotaenia nigrans erreicht für einen Regenbogenfisch mittlere Größe und bleibt auch im Alter relativ schlank, wie einige andere Arten (z. B. M. duboulayi und M. fluviatilis). Viele der größeren Arten werden im Alter dagegen sehr hochrückig. Auch bei den kleiner bleibenden Arten gibt es hochrückige (z. B. M. pygmaea) und schlanke Formen (z. B. Melanotaenia exquisita, Melanotaenia gracilis und Melanotaenia maccullochi). Einige Arten sind unscheinbar gefärbt (z. B. M. eachamensis), andere eher bunt (z. B. M. boesemani, M. parkinsoni und M. trifasciata). Der Unterschied zwischen den Geschlechtern ist bei einigen Arten nur schwer auszumachen, bei anderen dagegen deutlich ausgeprägt. In diesen Fällen sind die Männchen oft wesentlich bunter, hochrückiger und besitzen spitz ausgezogene Flossen.
Das Maul ist endständig, der Unterkiefer kann aber leicht vorstehen. Im Unterschied zur nah verwandten Gattung Chilatherina hat die Prämaxillare einen deutlichen Knick, im Unterschied zur Gattung Glossolepis, bei der der hintere Schuppenrand gesägt ist, sind die Schuppen von Melanotaenia hinten glatt.
- Flossenformel: Dorsale 1 IV–VIII, Dorsale 2 I/7–28, Anale I/14–28.[3]

## Systematik
Die Gattung Melanotaenia ist nicht monophyletisch. Das Kladogramm unten zeigt die Verwandtschaftsverhältnisse der Artengruppen zueinander und mit den Gattungen Chilatherina und Glossolepis.
| West-Klade | Melanotaenia vom Vogelkop inklusive Bomberai-Halbinsel und Waigeo |
|            | Melanotaenia vom Vogelkop inklusive Bomberai-Halbinsel und Waigeo |
|            | \| Nord-Klade \| Chilatherina, Glossolepisund einigeMelanotaenia aus Nord-Neuguinea \| \| \| Chilatherina, Glossolepisund einigeMelanotaenia aus Nord-Neuguinea \| \| Süd-Klade \| Melanotaenia aus Australien, von den Aru-Inseln und Süd-Neuguinea \| \| \| Melanotaenia aus Australien, von den Aru-Inseln und Süd-Neuguinea \| |
|            | |
| Nord-Klade | Chilatherina, Glossolepisund einigeMelanotaenia aus Nord-Neuguinea |
|            | Chilatherina, Glossolepisund einigeMelanotaenia aus Nord-Neuguinea |
| Süd-Klade  | Melanotaenia aus Australien, von den Aru-Inseln und Süd-Neuguinea |
|            | Melanotaenia aus Australien, von den Aru-Inseln und Süd-Neuguinea |

| Nord-Klade | Chilatherina, Glossolepisund einigeMelanotaenia aus Nord-Neuguinea |
|            | Chilatherina, Glossolepisund einigeMelanotaenia aus Nord-Neuguinea |
| Süd-Klade  | Melanotaenia aus Australien, von den Aru-Inseln und Süd-Neuguinea  |
|            | Melanotaenia aus Australien, von den Aru-Inseln und Süd-Neuguinea  |

Die australischen Ichthyologen und Regenbogenfischexperten Gerald Allen und Peter Unmack unterteilen aufgrund morphologischer und genetischer Vergleiche die Gattung in drei geographische Arten-Gruppen. Eine Gruppe bilden die Melanotaenia-Arten von der Vogelkopf-Halbinsel, eine weitere die australischen und aus dem südlichen Neuguinea stammenden Fische, sowie die Fische aus dem nördlichen Neuguinea. Neuguinea wird durch einen zentralen Gebirgszug, bestehend aus dem Maokegebirge in der indonesischen Provinz Papua und das Bismarckgebirge in Papua-Neuguinea geteilt. Die geographische Isolation führt zu allopatrischer Artbildung.
Viele Arten der Regenbogenfische basieren auf lange zurückliegenden, teils mehrfachen natürlichen Hybridisierungen mit nachfolgenden Rückkreuzungen unterschiedlicher Arten (Introgression). Beispielsweise wurde die mitochondriale DNA (mtDNA) von M. maccullochi in der Vergangenheit von der mtDNA von M. splendida ersetzt; diese wiederum war davor mit derjenigen von einem Vorfahren von M. maccullochi ersetzt worden. Auch heute kommen gelegentlich natürliche Kreuzungen der Arten vor.

## Arten
Es gibt über 80 beschriebene Melanotaenia-Arten, von denen mehr als die Hälfte im indonesischen Westteil von Neuguinea vorkommen.
Die in der Gattung Melanotaenia geführten Arten sind nach ihrer verwandtschaftlichen und geografischen Gruppierung im Einzelnen:
basale Art:
- Melanotaenia jakora Graf et al., 2023[5]

### Westliche Line
Melanotaenia-Arten vom Vogelkop, der Bomberai-Halbinsel und den vorgelagerten Inseln
- Melanotaenia mairasi Allen & Hadiaty, 2011; kommt an der Nahtstelle der Verbreitungsgebiete der Arten der West- und Süd-Klade vor. Der Vorfahre dieser Art ist die früheste bekannte Abspaltung im Stammbaum innerhalb der Gattung Melanotaenia.
- Waigeo-Gruppe
  - Waigeo-Regenbogenfisch (Melanotaenia catherinae (de Beaufort, 1910))
  - Melanotaenia synergos Allen & Unmack 2008

- Nördliche Vogelkop-Gruppe

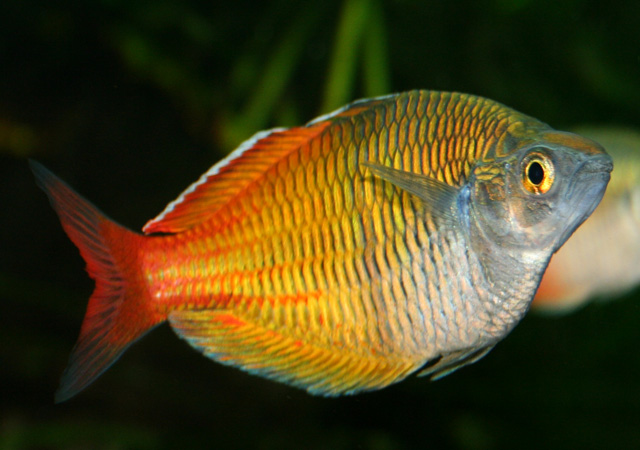
Melanotaenia boesemani

  - Ajamaru-Regenbogenfisch (Melanotaenia ajamaruensis Allen & Cross, 1980)
  - Arfak-Regenbogenfisch (Melanotaenia arfakensis Allen, 1990)
  - Melanotaenia batanta Allen & Renyaan, 1998
  - Harlekin-Regenbogenfisch (Melanotaenia boesemani Allen & Cross, 1980)
  - Melanotaenia ericrobertsi Allen et al., 2014
  - Melanotaenia fasinensis Kadarusman, Paradis & Pouyaud, 2010
  - Melanotaenia flavipinnis (Allen et al., 2014)
  - Fredericks Regenbogenfisch (Melanotaenia fredericki (Fowler, 1939))
  - Irianjaya-Regenbogenfisch (Melanotaenia irianjaya Allen, 1985)
  - Klasio-Regenbogenfisch (Melanotaenia klasioensis Kadarusman, Hadiaty & Pouyaud, 2015[6])
  - Melanotaenia longispina Kadarusman, Avarre & Pouyaud, 2015[6]
  - Melanotaenia manibuii Kadarusman, Slembrouck & Pouyaud, 2015[6]
  - Misool-Regenbogenfisch (Melanotaenia misoolensis Allen, 1982)
  - Melanotaenia multiradiata Allen et al., 2014
  - Melanotaenia sembrae Kadarusman, Carman & Pouyaud, 2015[6]
  - Melanotaenia salawati Kadarusman, Sudarto, Slembrouck & Pouyaud, 2011
  - Melanotaenia susii Kadarusman, Hubert & Pouyaud, 2015[6]

- Südliche Vogelkop-Gruppe
  - Melanotaenia ammeri Allen, Unmack & Hadiaty, 2008
  - Melanotaenia arguni Kadarusman, Hadiaty, Segura, Setiawibawa, Caruso, Pouyaud, 2012

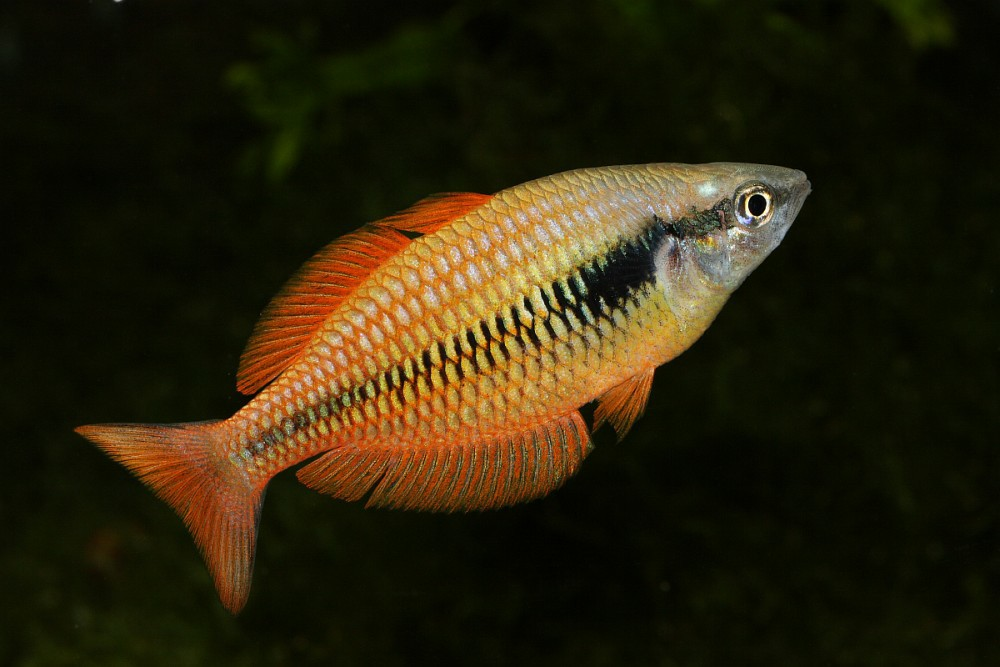
Melanotaenia parva

  - Angfa-Regenbogenfisch (Melanotaenia angfa Allen, 1990)
  - Melanotaenia kokasensis Allen, Unmack & Hadiaty, 2008
  - Melanotaenia laticlavia Allen et al., 2014
  - Melanotaenia naramasae Kadarusman, Nugraha & Pouyaud, 2015[6]
  - Melanotaenia parva Allen, 1990
  - Melanotaenia rumberponensis Kadarusman, Ogistira & Pouyaud, 2015[6]
  - Melanotaenia sikuensis Kadarusman, Sudarto & Pouyaud, 2015[6]
  - Melanotaenia sneideri Allen & Hadiaty,2013
  - Melanotaenia urisa Kadarusman, Hadiaty, Segura, Setiawibawa, Caruso, Pouyaud, 2012
  - Melanotaenia veoliae Kadarusman, Hadiaty, Segura, Setiawibawa, Caruso, Pouyaud, 2012
  - Melanotaenia wanoma Kadarusman, Hadiaty, Segura, Setiawibawa, Caruso, Pouyaud, 2012

### Nördliche Linie
Melanotaenia-Arten aus dem nördlichen Neuguinea
- Affinis-Gruppe
  - Variabler Regenbogenfisch (Melanotaenia affinis (Weber, 1907))
  - Melanotaenia iris Allen, 1987
  - sowie Glossolepis maculosus und G. ramuensis
- Glossolepis-Gruppe
  - Japen-Regenbogenfisch (Melanotaenia japenensis Allen & Cross, 1980)
  - Melanotaenia rubripinnis Allen & Renyaan, 1998
  - Van Heurns Regenbogenfisch (Melanotaenia vanheurni (Weber & de Beaufort, 1922))
  - sowie Chilatherina lorentzi und die restlichen Arten der Gattung Glossolepis

- Chilatherina-Gruppe

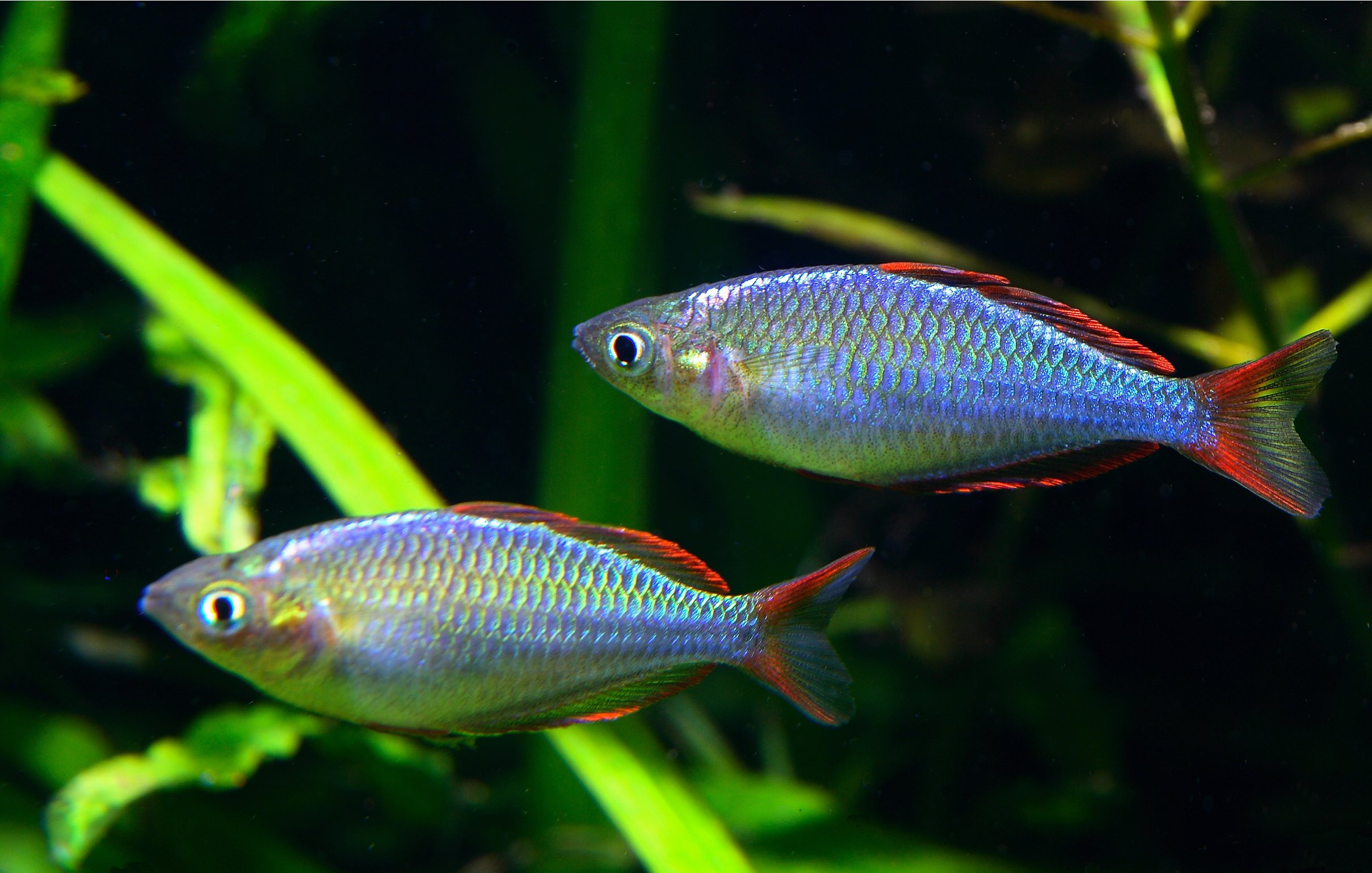
Melanotaenia praecox

  - Diamant-Regenbogenfisch (Melanotaenia praecox (Weber & de Beaufort, 1922))
  - Melanotaenia rubrivittata Allen, Unmack & Hadiaty, 2015
  - sowie die Arten der Gattung Chilatherina

Folgende Arten können innerhalb der Nord-Klade aufgrund fehlender genetischer Daten nicht genauer zugeordnet werden
- Melanotaenia corona Allen, 1982, aus dem Sermowai
- Maylands Regenbogenfisch (Melanotaenia maylandi Allen, 1983) aus dem unteren Mamberamo

### Südliche Linie
Melanotaenia-Arten aus dem südlichen Neuguinea, von den Aru-Inseln und aus Australien
- Australis-Gruppe

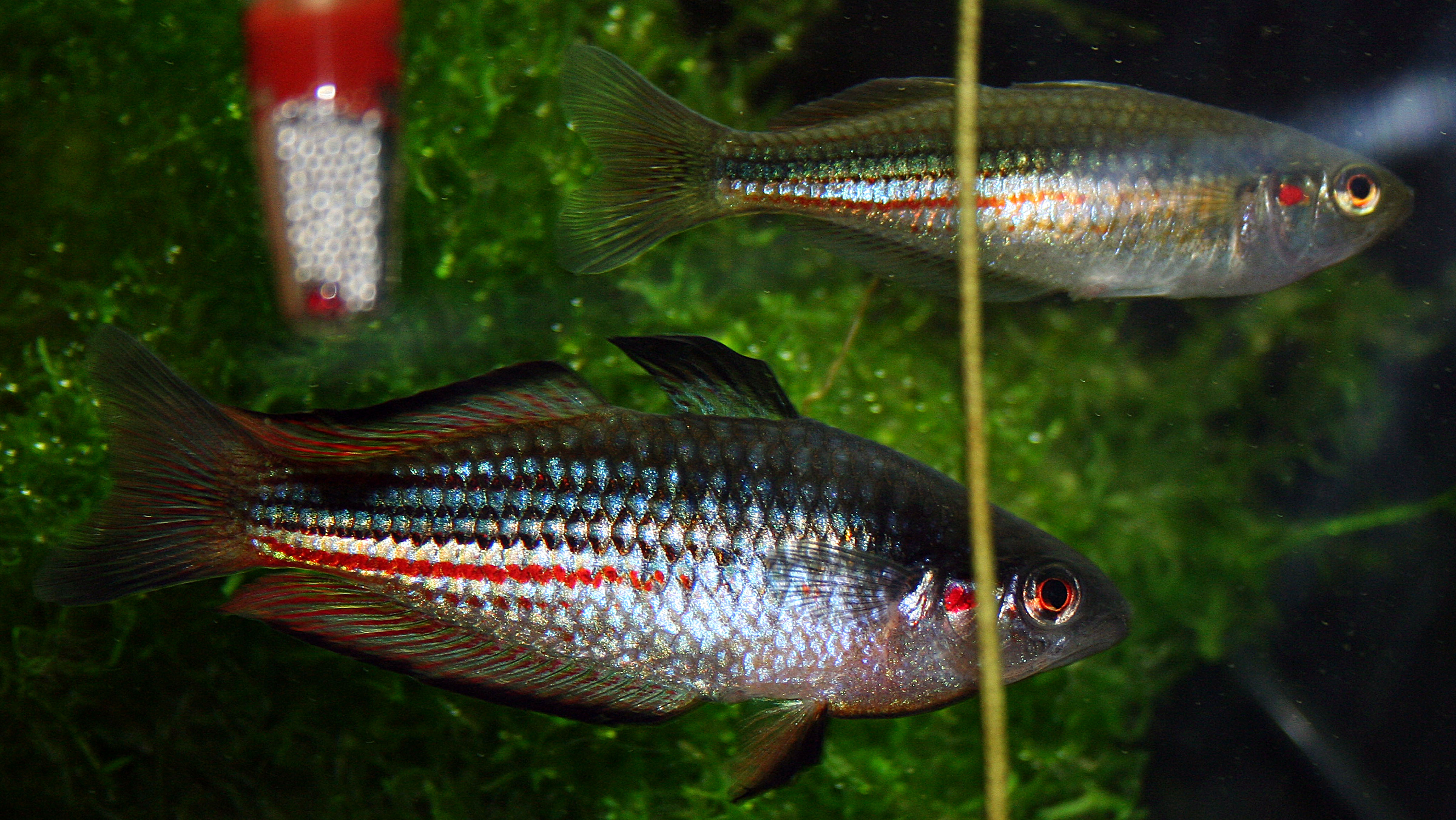
Melanotaenia duboulayi

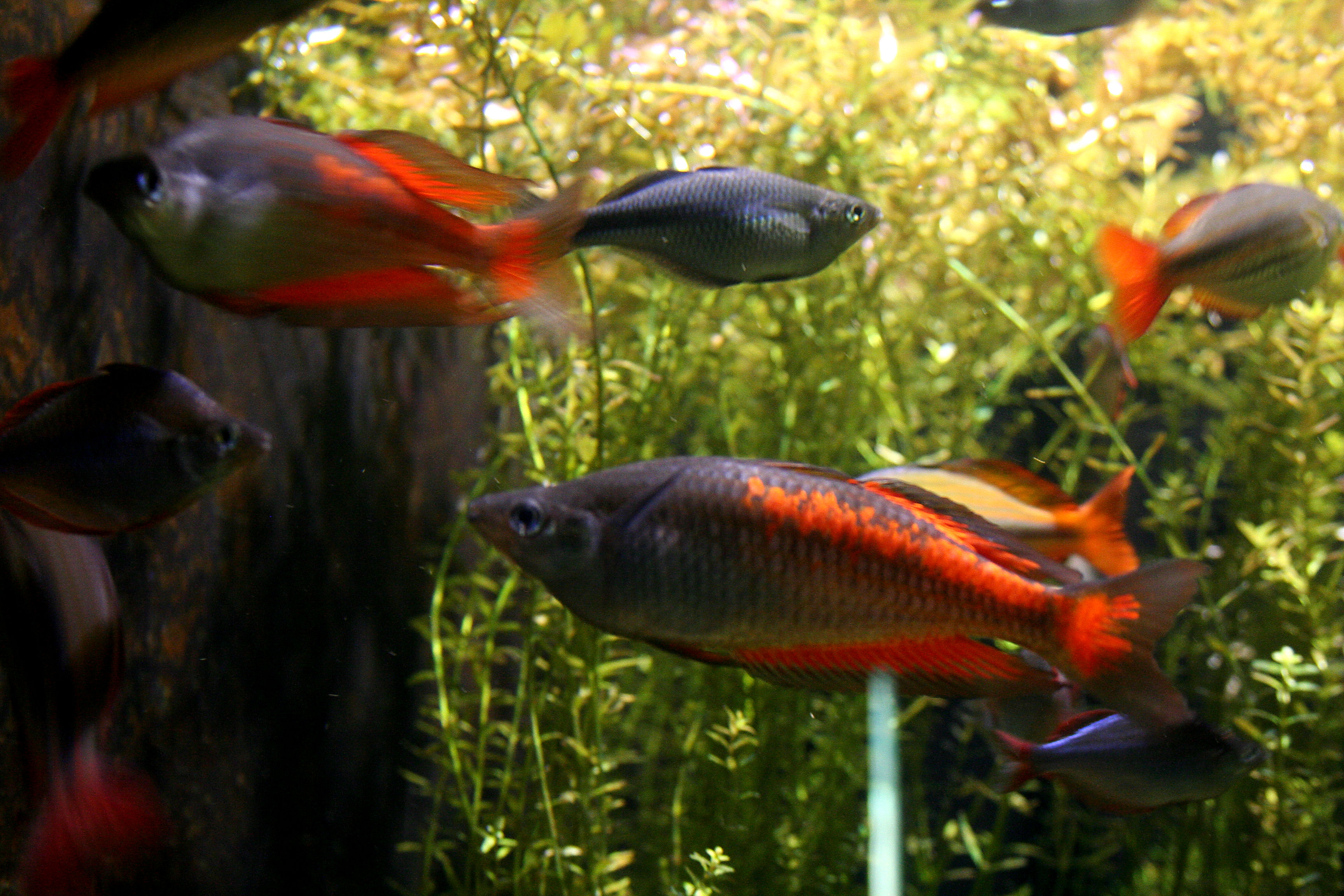
Melanotaenia parkinsoni

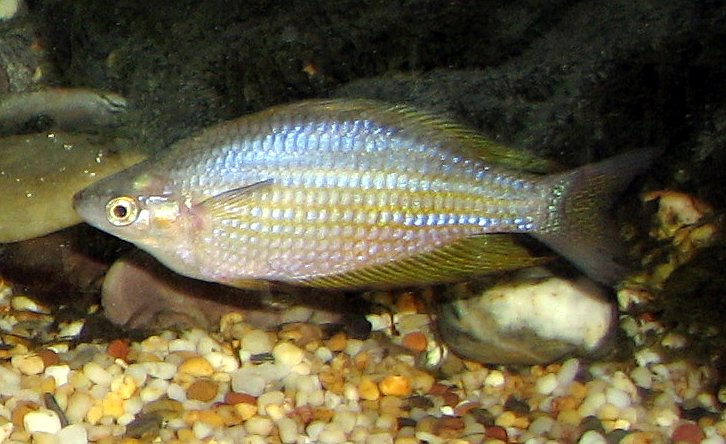
Melanotaenia splendida

  - Melanotaenia australis (Castelnau, 1875)
  - Karmin-Regenbogenfisch (Melanotaenia duboulayi (Castelnau, 1878))
  - Eacham-Regenbogenfisch (Melanotaenia eachamensis Allen & Cross, 1982)
  - Melanotaenia fluviatilis (Castelnau, 1878)
  - Parkinsons Regenbogenfisch (Melanotaenia parkinsoni Allen, 1980)
  - Melanotaenia rubrostriata (Ramsay & Ogilby, 1886)
  - Nördlicher Regenbogenfisch (Melanotaenia solata Taylor, 1964)
  - Melanotaenia splendida (Peters, 1866)
  - Melanotaenia utcheensis McGuigan, 2001
- Exquisita/Nigrans-Gruppe
  - Pracht-Regenbogenfisch (Melanotaenia exquisita Allen, 1978)
  - Schlanker Regenbogenfisch (Melanotaenia gracilis Allen, 1978)
  - Schwarzband-Regenbogenfisch (Melanotaenia nigrans (Richardson, 1843)) (Typusart)
  - Pygmäen-Regenbogenfisch (Melanotaenia pygmaea Allen, 1978)

- Goldiei-Gruppe
  - Melanotaenia bowmani Allen, Unmack & Hadiaty, 2016
  - Melanotaenia dumasi Weber, 1908
  - Melanotaenia etnaensis Allen, Unmack & Hadiaty, 2016

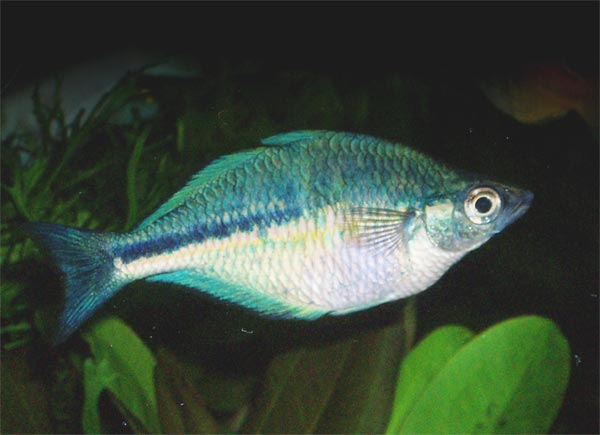
Melanotaenia lacustris

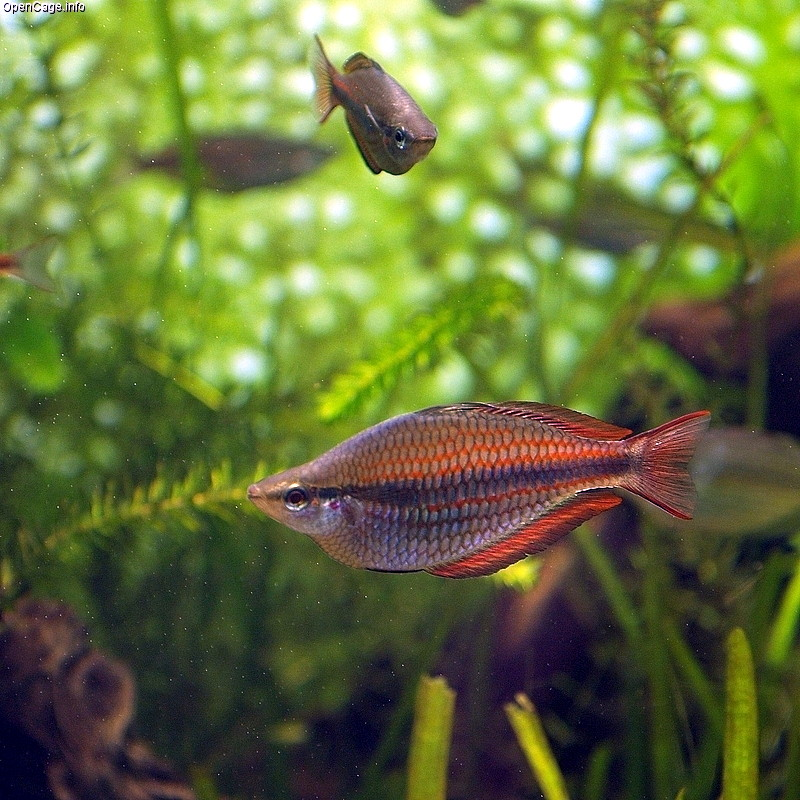
Melanotaenia trifasciata

  - Goldie-Regenbogenfisch (Melanotaenia goldiei (Macleay, 1883))
  - Melanotaenia grunwaldi Allen, Unmack & Hadiaty, 2016
  - Tebera-Regenbogenfisch (Melanotaenia herbertaxelrodi) Allen, 1981
  - Melanotaenia kamaka Allen & Renyaan, 1996
  - Melanotaenia lacunosa Allen, Unmack & Hadiaty, 2016
  - Aquamarin-Regenbogenfisch (Melanotaenia lacustris Munro, 1964)
  - Lakamora-Regenbogenfisch (Melanotaenia lakamora) Allen & Renyaan, 1996
  - Melanotaenia mamahensis Allen, Unmack & Hadiaty, 2016
  - Berg-Regenbogenfisch (Melanotaenia monticola Allen, 1980)
  - Melanotaenia mubiensis Allen, 1996
  - Oktedi-Regenbogenfisch (Melanotaenia oktediensis Allen & Cross, 1980)
  - Melanotaenia pierucciae Allen & Renyaan, 1996
  - Pima-Regenbogenfisch (Melanotaenia pimaensis Allen, 1981)
  - Dreistreifen-Regenbogenfisch (Melanotaenia trifasciata (Rendahl, 1922))

- Maccullochi-Gruppe
  - Melanotaenia caerulea Allen, 1996

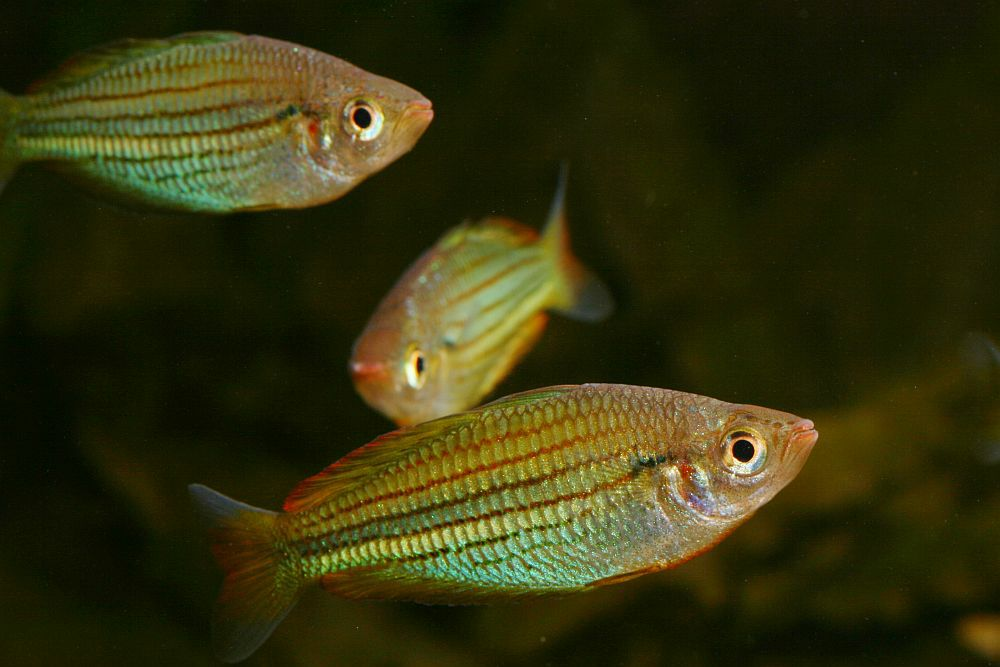
Melanotaenia sexlineata

  - Melanotaenia garylangei Graf, Herder & Hadiaty, 2015
  - Zwergregenbogenfisch (Melanotaenia maccullochi Ogilby, 1915)
  - Ogilbys Regenbogenfisch (Melanotaenia ogilbyi Weber, 1910)
  - Papua-Regenbogenfisch (Melanotaenia papuae Allen, 1981)
  - Melanotaenia sahulensis Hammer et al., 2019[7]
  - Sechslinien-Regenbogenfisch (Melanotaenia sexlineata) (Munro, 1964)
  - Melanotaenia sylvatica Allen, 1997
  - Melanotaenia wilsoni Hammer et al., 2019[7]

- Melanotaenia-Arten von den Aru-Inseln, die verwandtschaftlich teils in die Goldiei-Gruppe, teils in die Australis-Gruppe einzuordnen sind.[8]
  - Melanotaenia albimarginata Allen et al., 2015
  - Melanotaenia aruensis Allen et al., 2015
  - Melanotaenia kolaensis Allen et al., 2015
  - Melanotaenia patoti Weber, 1907
  - Melanotaenia picta Allen et al., 2015
  - Melanotaenia senckenbergianus Weber, 1911
  - Melanotaenia wokamensis Allen et al., 2015